# Numero quantico di spin
Il numero quantico di spin, indicato con {\displaystyle s} è un numero quantico che quantizza il momento angolare di spin {\displaystyle {\vec {S}}}.

## Caratteristiche
Il modulo {\displaystyle S} del momento angolare di spin è 
{\displaystyle S={\sqrt {s(s+1)}}\hbar }
Per le particelle quantistiche, {\displaystyle s} è un numero intero {\displaystyle (0,1,2,\ldots )} per i bosoni e semintero {\displaystyle (1/2,3/2,5/2,\ldots )} per i fermioni.  Il teorema spin-statistica connette la statistica di Bose-Einstein ai bosoni e quella di Fermi-Dirac ai fermioni.
Il numero quantico magnetico di spin o numero quantico secondario di spin,  indicato con {\displaystyle m_{\text{s}}}, è invece associato alla componente {\displaystyle z} del momento angolare di spin di una particella:
{\displaystyle S_{\text{z}}=m_{\text{s}}\hbar }
dove {\displaystyle m_{\text{s}}} può essere positivo o negativo. Infatti il numero quantico magnetico di spin {\displaystyle m_{\text{s}}} può assumere tutti i valori compresi nell'intervallo {\displaystyle m_{\text{s}}=-s,(-s+1),...,(s-1),s}
Ad esempio, se {\displaystyle s=1/2} i possibili valori sono  {\displaystyle m_{s}=-1/2,+1/2} ; mentre nel caso {\displaystyle s=1} si avrebbe invece {\displaystyle m_{s}=-1,0,+1}, che non si riscontra nei risultati ottenuti in esperimenti come quello di Stern-Gerlach.
Lo spin è legato ad una quantità sperimentalmente misurabile, il momento di dipolo magnetico di spin:
{\displaystyle {\vec {\mu }}_{\text{s}}=g_{\text{s}}{\frac {q}{2m}}{\vec {S}}=\gamma {\vec {S}}}
dove {\displaystyle q} è la carica, {\displaystyle m} la massa della particella e {\displaystyle \gamma \equiv g_{\text{s}}{\frac {q}{2m}}} il rapporto giromagnetico. {\displaystyle g_{\text{s}}} è un numero adimensionale che dipende dalla struttura interna del nucleo e vale  {\displaystyle g_{\text{s}}=-2,0023} per l'elettrone,  {\displaystyle g_{\text{s}}=-3,826} per il neutrone e  {\displaystyle g_{\text{s}}=5,586} per il protone.
Per l'elettrone:
{\displaystyle {\vec {\mu }}_{\text{s}}=-g_{\text{s}}\mu _{\text{B}}{\frac {\vec {S}}{\hbar }}}
con {\displaystyle \mu _{B}} magnetone di Bohr. Dato che {\displaystyle g_{\text{s}}=-2,0023\approx -2} e lo spin dell'elettrone vale {\displaystyle S=\hbar /2} si ha:
{\displaystyle \mu _{\text{s}}\approx \left(2{\frac {\hbar }{2\hbar }}\right)\mu _{\text{B}}\approx \mu _{\text{B}}}.